# Härsta naturreservat
Härsta naturreservat är ett naturreservat i Sala kommun i Västmanlands län.
Området är naturskyddat sedan 2020 och är 36 hektar stort. Reservatet som ligger 9 km nordost om Sala består av barrskog med inslag av lövträd.
Här finns gamla granar och långa stråk av stenblock (ändmorän). Undervegetationen består mestadels av mossa, blåbärsris och på många av stenblocken växer stensöta. Här trivs även blomman linnea. Förutom blockterräng finns små fukt- och kärrstråk där ormbunkar och vitmossor trivs.
Mitt i reservatet finns en höjd med branta sidor som kallas för "Slottet" och som är täckt av stora block och stenar. Här är det torrare och markvegetationen övergår till lingon och renlavar.
Markerade stigar saknas.

## Bilder

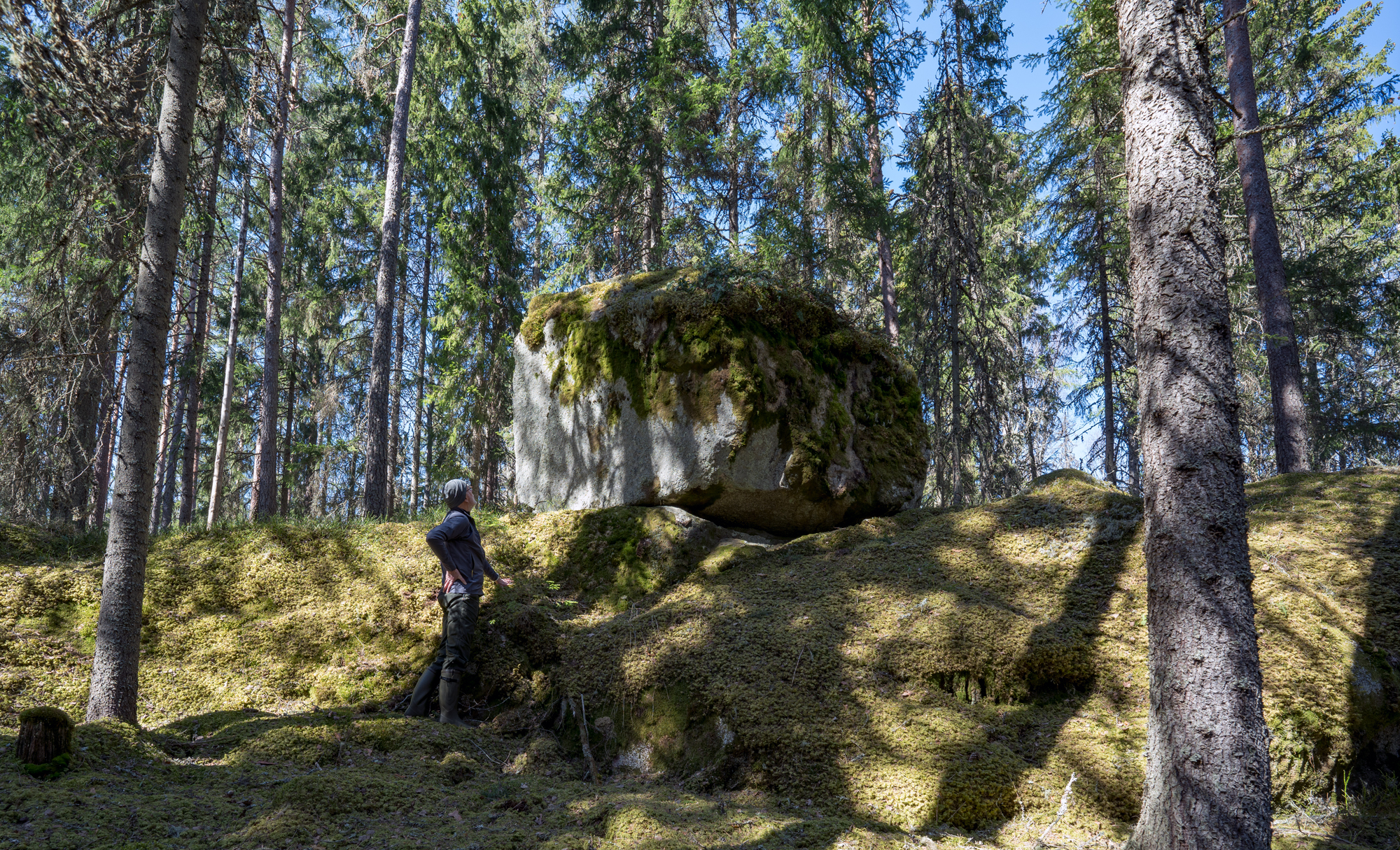
Ett av många flyttblock.
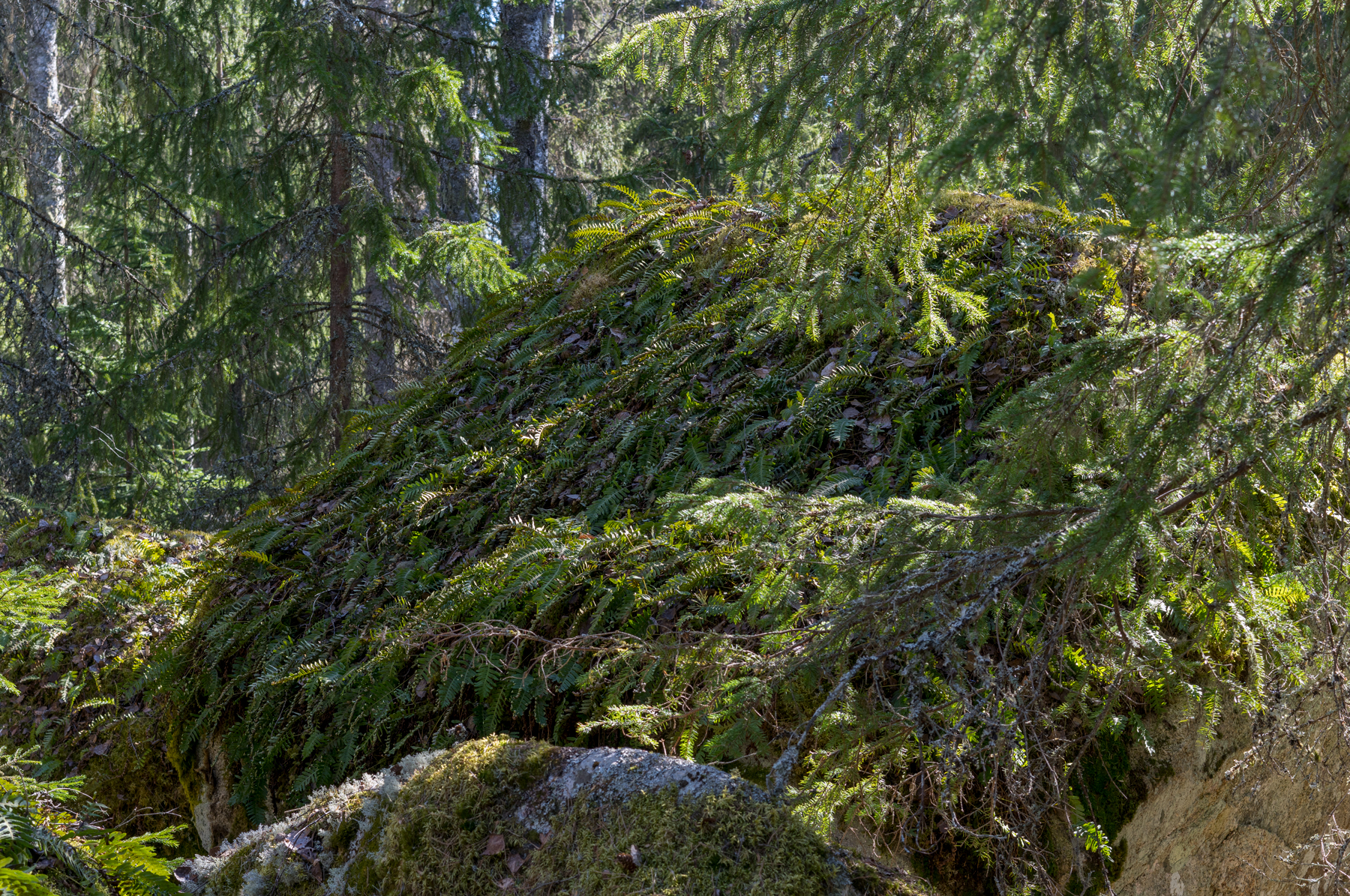
Stensöta på stort stenblock.
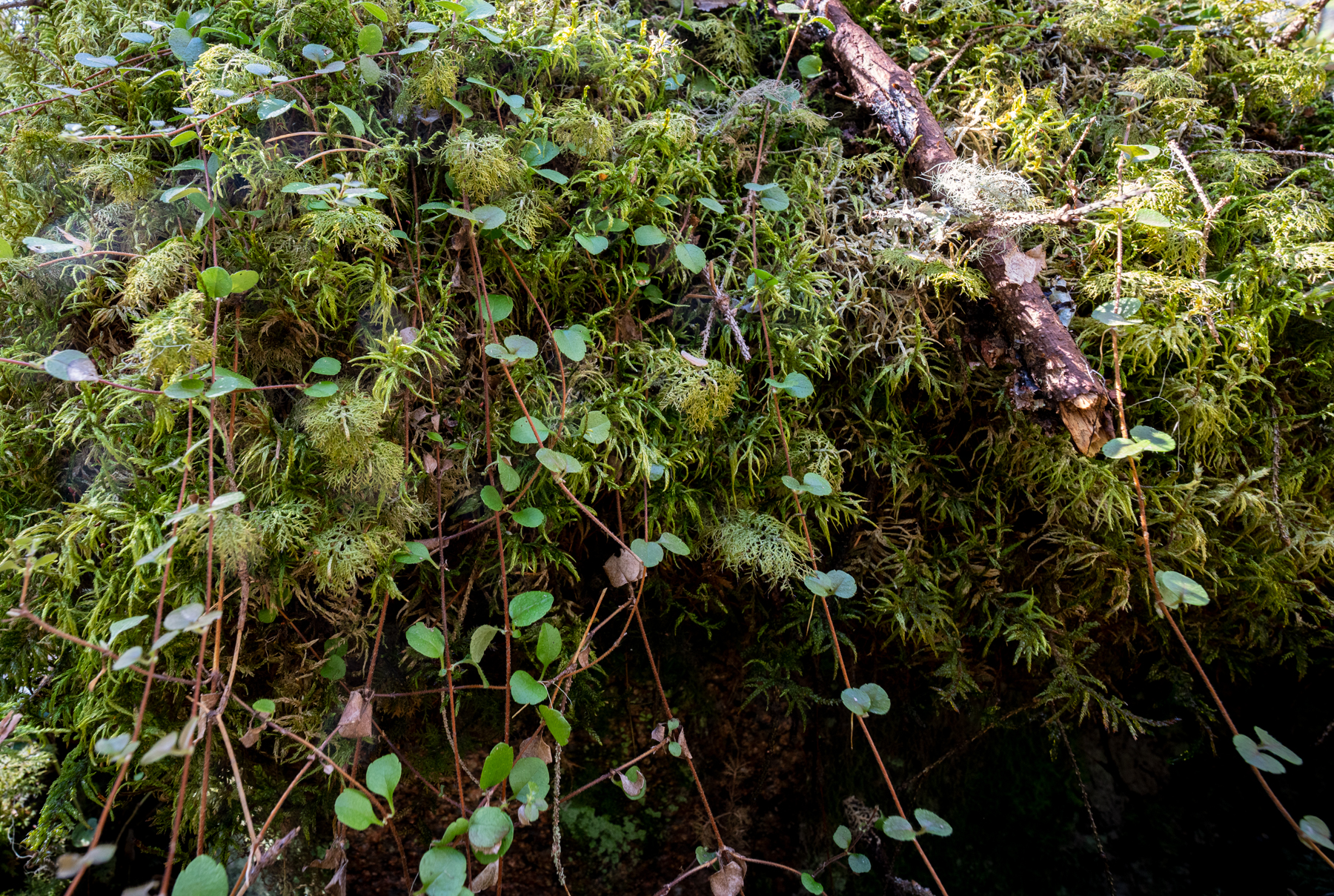
Linnea.
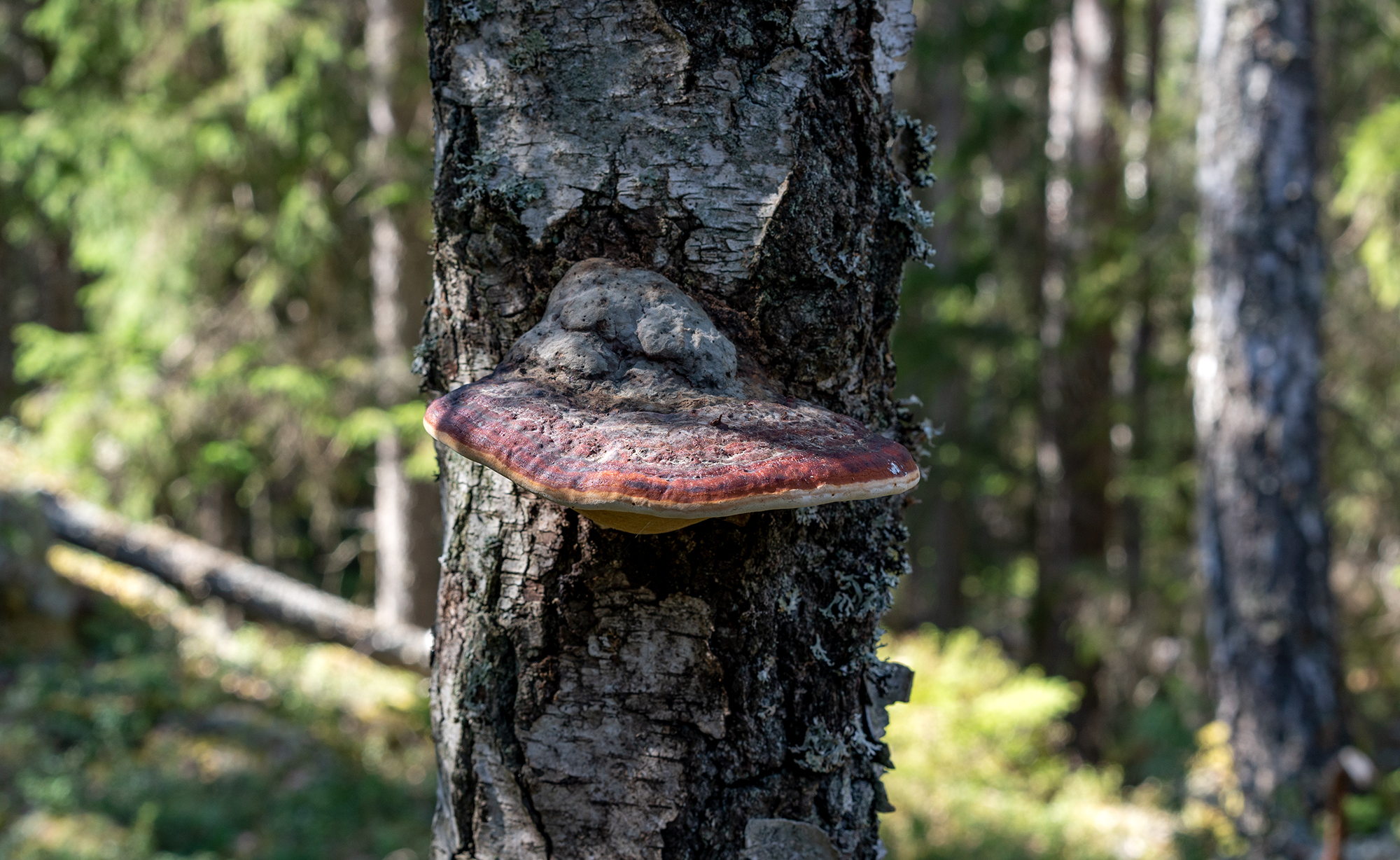
Klibbticka.
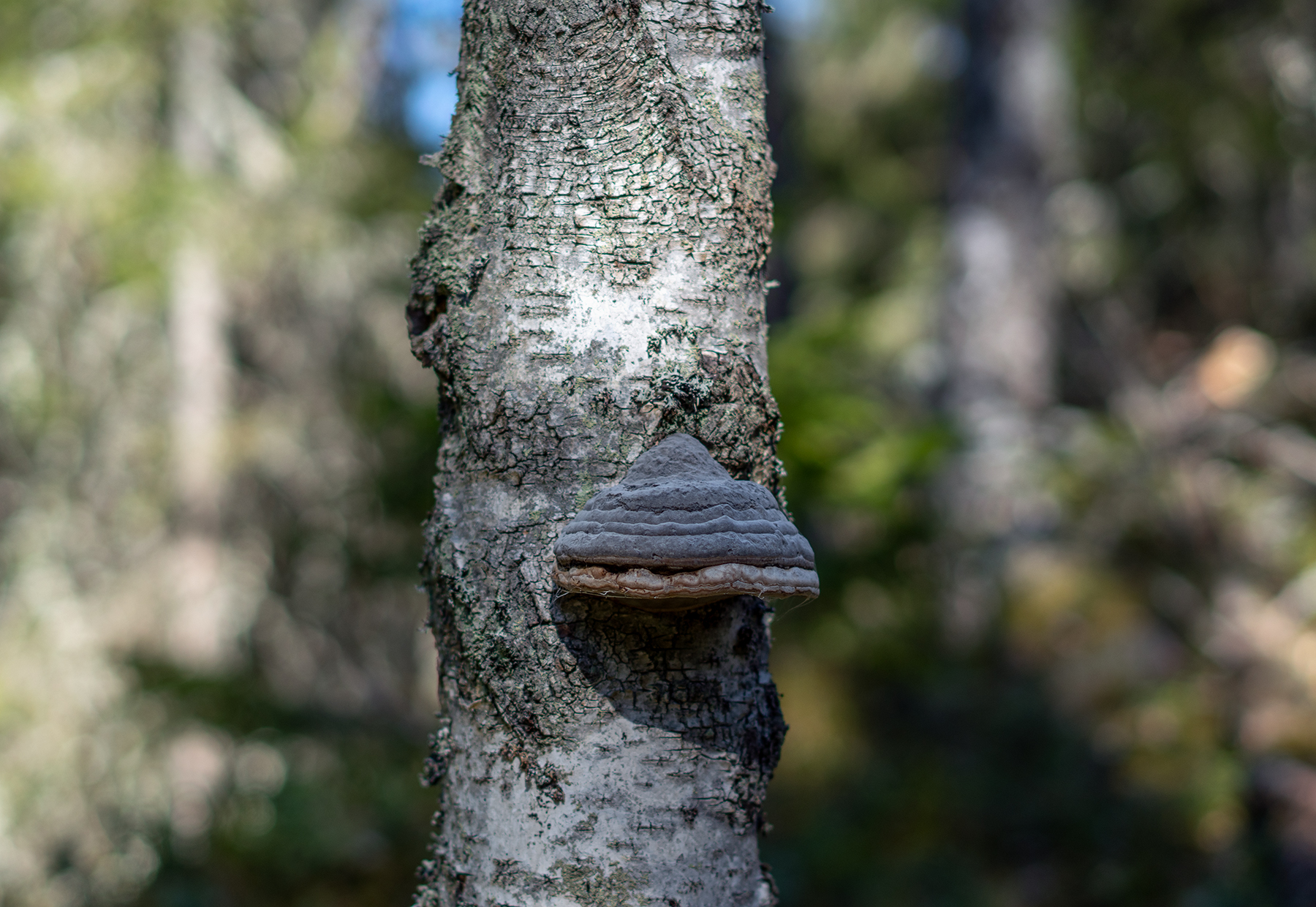
Fnöskticka.